# Douglas D-558-2 Skyrocket
Douglas D-558-2 Skyrocket (D-558-II) – amerykański samolot doświadczalny firmy Douglas Aircraft Company z mieszanym napędem odrzutowo-rakietowym, na którym 20 listopada 1953 roku Albert Scott Crossfield jako pierwszy człowiek na ziemi osiągnął dwukrotną prędkość dźwięku (2,005 Ma).

## Historia
W latach 40. US Navy we współpracy z NACA (National Advisory Committee for Aeronautics) rozpoczęła program badawczy pod kryptonimem D558, którego celem było zbudowanie szybkiego samolotu zdolnego do osiągania prędkości nadźwiękowych. Nowa maszyna miała powstać w wytwórni Douglasa. Program został podzielony na dwie fazy. W pierwszej z nich (D558-1) planowano zbudowanie sześciu samolotów z prostymi skrzydłami, ale o różnym profilu, napędzanych silnikiem odrzutowym, na których zamierzano zbadać najbardziej porządne rozwiązania konstrukcyjne mające ułatwić przekraczanie bariery dźwięku. Ostatecznie faza pierwsza zaowocowała zbudowaniem tylko trzech samolotów Douglas D-558-1 Skystreak, pierwszy z nich wzbił się w swój dziewiczy lot 14 kwietnia 1947 roku. Zbudowany samolot był zdolny do przekroczenia bariery dźwięku, ale tylko w locie nurkowym. Przywilej osiągnięcia prędkości dźwięku po raz pierwszy w historii przypadł maszynie Bell X-1, za sterami której siedział Chuck Yeager. Druga faza programu (D558-2) miała na celu zbudowanie samolotu napędzanego mieszanym silnikiem rakietowo odrzutowym ze skośnymi skrzydłami. Silnik rakietowy został wzięty pod uwagę, jako że dostępny wówczas silnik odrzutowy miał za mały ciąg. Przewidywano również fazę trzecią D558-3, podczas której zamierzano wybudować uzbrojoną wersję samolotu łączącego doświadczenia zdobyte podczas poprzednich dwóch etapów, dalsze prace nie były jednak kontynuowane.
Skyrocket jest owocem fazy drugiej programu. Pracę rozpoczęto jeszcze w 1945 roku a uczestniczył w nich Ed Heinemann, sławny (zwłaszcza później) konstruktor zakładów Douglasa, którym zlecono wybudowanie prototypu maszyny. Początkowo planowano wyposażyć samolot D558-1 w skośne skrzydła, zachowując niezmienioną budowę kadłuba. Jednak konieczność zamontowania dodatkowego silnika rakietowego wymusiła zmianę całej konstrukcji i wybudowanie zupełnie nowej maszyny, gdyż dwa silniki nie zmieściłby się w wąskim kadłubie Skystreaka.

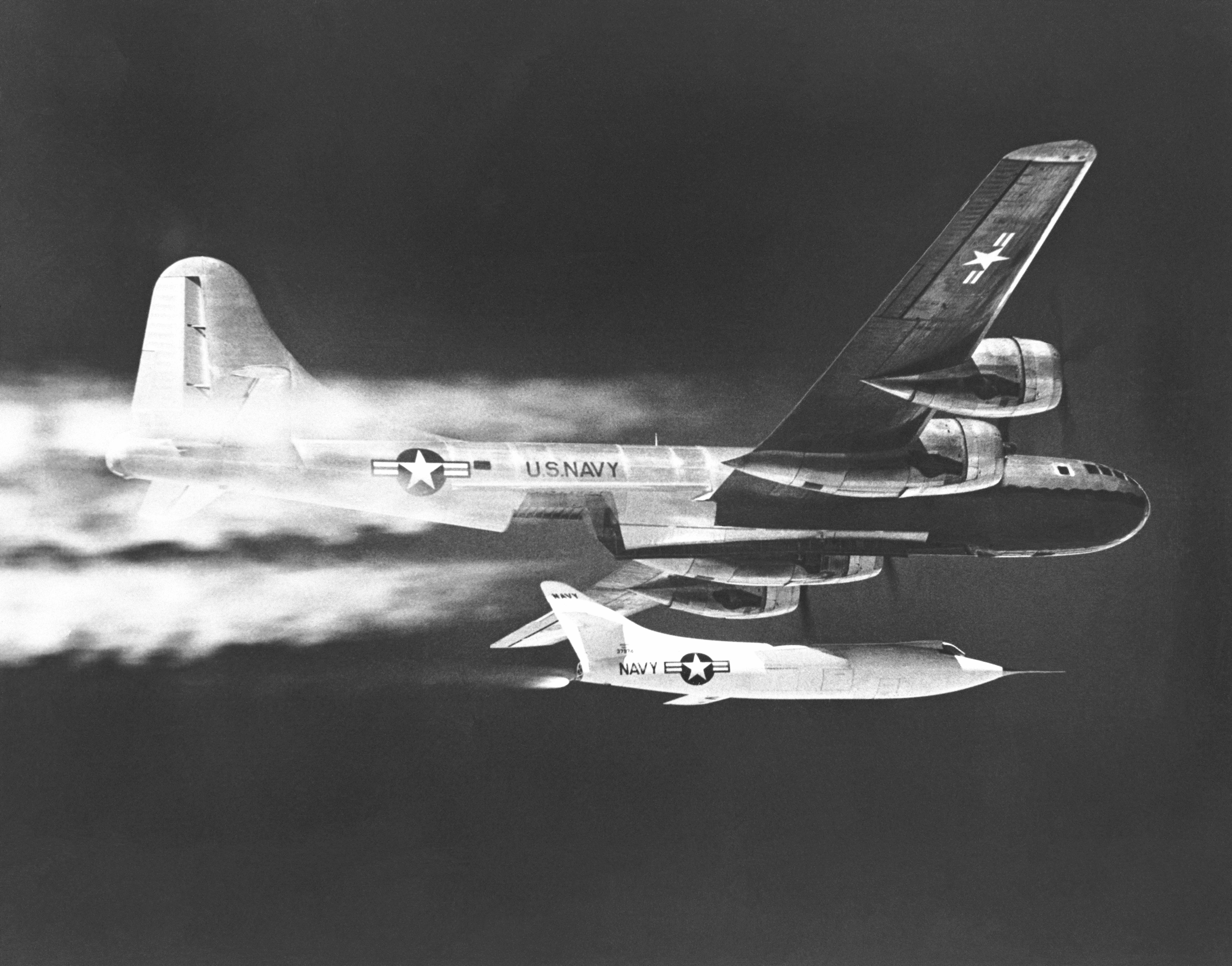
Skyrocket oddziela się od swojego nosiciela, zmodyfikowanego bombowca B-29

4 lutego 1948 roku na terenie Muroc Army Airfield (obecna Edwards Air Force Base), gotowy Skyrocket wyposażony jedynie w silnik turboodrzutowy wzniósł się po raz pierwszy w powietrze. W październiku tego samego roku, już z obydwoma silnikami samolot osiągnął prędkość dźwięku. Silnik rakietowy służył podczas prób głównie do rozpędzania maszyny. W maju 1949 roku przekroczono prędkość dźwięku. W celu dalszego zwiększania prędkości maksymalnej zdecydowano się na zastosowanie tylko silnika rakietowego. Miejsce po usuniętym silniku odrzutowym zapełniono zbiornikami paliwa dla silnika rakietowego. Tak zmodyfikowany samolot został 21 sierpnia 1951 roku wyniesiony na wysokość 12 000 metrów przez maszynę P2B-1 będącą przerobioną wersją bombowca Boeing B-29 Superfortress. Po oddzieleniu się od samolotu-matki, Skyrocket wzniósł się samodzielnie na wysokość 20 000 metrów i przyspieszył do prędkości 1,7 Ma. 20 listopada 1953 roku po raz pierwszy w historii samolot przekroczył dwukrotną prędkość dźwięku 2078 km/h (był to drugi wybudowany prototyp). Pierwotnie w fazie drugiej programu D558 zamierzano osiągnąć maksymalną prędkość wynoszącą 1,4 Ma. W sumie wybudowano trzy egzemplarze samolotu. Pierwszy z nich o numerze 37973 posiadał tylko silnik odrzutowy, drugi samolot o numerze 37974 miał zamontowany tylko silnik rakietowy, trzeci prototyp o numerze 37975 wyposażony był w obydwa silniki.

## Konstrukcja
Douglas D-558-2 Skyrocket był dwusilnikowym, wolnonośnym średniopłatem o konstrukcji całkowicie metalowej. Skrzydła o niewielkim ujemnym wzniosie, skosie wynoszącym 35° i zwykłym, nie szybkościowym profilu aerodynamicznym (celem badań było między innymi znalezienie granicy zastosowania takich profili), zaopatrzone w lotki, klapy, automatyczne sloty i dwa grzebienie aerodynamiczne (po jednym na płat), na górnej powierzchni skrzydeł. Usterzenie skośne (40%), usterzenie poziome zamontowane w połowie wysokości statecznika pionowego z długą płetwą grzbietową. Podwozie trójzespołowe z przednim podparciem, każdy zespół jednokołowy, chowane do wnęk w kadłubie. Silnik rakietowy umieszczony z tyłu kadłuba z czterema dyszami wylotowymi na samym końcu samolotu. Kryte chwyty powietrza zwane również chwytami NACA (NACA duct/NACA scoop) umieszczone po obu stronach kadłuba w jego dolnej części. Ich cechą charakterystyczną jest to, że krawędź takiego chwytu nie wystaje poza obrys kadłuba.